# Aureliana darcyi
A Aureliana darcyi é uma espécie de arbusto de até 3 metros de altura que cresce próximo ao mar, nativa da ilha das Almas, no município de Parati, no estadpo brasileiro do Rio de Janeiro.